# 花店 (歌曲)
《花店》是香港女歌手陳慧嫻於1985年推出的經典歌曲，由林敏怡作曲及編曲，填詞林敏驄，監製李振權。歌曲收錄於同年推出的《陳慧嫻》同名大碟中，為該碟的主打歌曲。這首歌曲推出後，陳慧嫻的鄰家女孩形象更深入民心，加上歌曲的旋律及歌詞已上口，令《花店》成為陳慧嫻早期的熱門歌曲，取得RTHK龍虎榜的冠軍歌，亦令陳慧嫻逐漸成為一線歌手。在2014年陳慧嫻復出後推出的翻唱碟《By Heart》中，陳慧嫻重唱了這首歌曲。

## 簡介
歌曲由80年代黃金姊弟拍檔林敏怡及林敏驄包辦，監製李振權。《陳慧嫻》這張大碟亦是陳慧嫻首張並非由安格斯包辦的大碟，不過陳慧嫻依然保持鄰家少女形象，而由於這首歌表達的意思較直接，在輕柔而略帶憂鬱的旋律下，林敏驄選擇填寫較簡煉的歌詞交代這個愛情故事，令此歌曲更「入屋」，而「就算多平凡 就算就算多平凡」更是使人瑯瑯上口，傳唱度很高。
不過，這曲的歌詞不時被批評不夠嚴謹，而副歌這句「就算多平凡」則經常被誤會成「就算不平凡」，並非因為陳慧嫻的演繹問題 (陳慧嫻是公認「字正腔圓」、「咬字清晰」的歌手)，而是因為當說起「平凡」時，人們較易聯想到「不」。
陳慧嫻在2014年推出的翻唱碟《By Heart》選擇重唱了這首歌曲，監製葉廣權亦指出此曲當年的版本的確不夠好，亦提到「多平凡」屢被誤傳為「不平凡」一事，因此希望陳慧嫻重新演繹此歌曲，而陳慧嫻在多年後以更成熟的技巧演繹，效果確有不同。

## 獎項及派台成績
- 1985年度十大勁歌金曲 - 第三季入選歌曲
- RTHK龍虎榜 - 冠軍歌

## 其他版本
- 胡櫻汶在歡樂今宵「金像獎歌曲頒獎典禮1986」中演唱惡搞版本《瓜店》。[4]
- 陳慧嫻在2014年《By Heart》翻唱碟重新演繹此曲，為此碟10首歌曲中惟一一首重唱自己的歌曲。